# Victor Lemberechts
Victor Lemberechts, né le 18 mai 1924 à Malines et mort le 24 juin 1992 dans la même ville, surnommé Torke Lemberechts, est un joueur de football international belge. Il joue durant toute sa carrière au FC Malinois, où il occupe le poste d'attaquant et remporte trois titres de champion de Belgique.
En 2004, Lemberechts obtient la troisième place à l'élection du footballeur malinois du siècle.